# Luis López (meksykański piłkarz)
Luis Alberto López López (ur. 25 sierpnia 1993 w Guadalupe) – meksykański piłkarz występujący na pozycji środkowego lub prawego obrońcy, od 2025 roku zawodnik kostarykańskiego Santa Ana.

## Kariera klubowa
López jest wychowankiem akademii juniorskiej klubu CF Monterrey, do którego pierwszego zespołu został włączony jako osiemnastolatek przez szkoleniowca Víctora Manuela Vuceticha i pierwszy mecz rozegrał w październiku 2012 z panamskim Chorrillo (6:0) w rozgrywkach Ligi Mistrzów CONCACAF. Dwa miesiące później wziął udział w Klubowych Mistrzostwach Świata, zajmując na nich trzecie miejsce. W 2013 roku triumfował z Monterrey w rozgrywkach północnoamerykańskiej Ligi Mistrzów, lecz w Liga MX zadebiutował dopiero za kadencji trenera José Guadalupe Cruza, 7 września 2013 w przegranym 0:1 spotkaniu z Américą. W wiosennym sezonie Clausura 2016 zdobył ze swoją ekipą wicemistrzostwo Meksyku, jednak sam – wobec wielkiej konkurencji o miejsce w składzie – zanotował jednak wówczas tylko jeden ligowy występ. Premierowego gola w najwyższej klasie rozgrywkowej strzelił 24 września 2016 w przegranej 1:3 konfrontacji z Atlasem.

## Kariera reprezentacyjna
W maju 2015 López został powołany przez szkoleniowca Raúla Gutiérreza do reprezentacji Meksyku U-23 na prestiżowy towarzyski Turniej w Tulonie, gdzie rozegrał wszystkie cztery spotkania w pełnym wymiarze czasowym, a jego kadra zajęła trzecie miejsce w grupie, nie kwalifikując się do dalszych gier. Dwa miesiące później znalazł się w składzie na Igrzyska Panamerykańskie w Toronto, podczas których również miał niepodważalną pozycję w wyjściowym składzie – wystąpił we wszystkich pięciu meczach od pierwszej minuty. Meksykanie zdobyli natomiast srebrny medal, przegrywając w finale męskiego turnieju piłkarskiego z Urugwajem (0:1). W październiku 2015 wziął udział w północnoamerykańskim turnieju kwalifikacyjnym do Igrzysk Olimpijskich w Rio de Janeiro. Nie zanotował jednak wówczas żadnego występu, a jego zespół triumfował ostatecznie w eliminacjach po pokonaniu w finale Hondurasu (2:0). W maju 2016 ponownie wystąpił na Turnieju w Tulonie; rozegrał dwa mecze (obydwa w pierwszym składzie), ponownie odpadając z rozgrywek w fazie grupowej.

## Statystyki kariery
| Monterrey | 2012–2013 | Meksyk | Liga MX | 0  | 0 | —  | — | LMC | 1 | 0 | 1  | 0 |
| Monterrey | 2013–2014 | Meksyk | Liga MX | 5  | 0 | 11 | 1 | —   | — | — | 16 | 1 |
| Monterrey | 2014–2015 | Meksyk | Liga MX | 9  | 0 | 6  | 1 | —   | — | — | 15 | 1 |
| Monterrey | 2015–2016 | Meksyk | Liga MX | 2  | 0 | 6  | 0 | —   | — | — | 8  | 0 |
| Monterrey | 2016–2017 | Meksyk | Liga MX | 0  | 0 | —  | — | —   | — | — | 0  | 0 |
| Ogółem    | Ogółem    | Ogółem | Ogółem  | 16 | 0 | 23 | 2 | LMC | 1 | 0 | 40 | 2 |

- LMC – Liga Mistrzów CONCACAF